# Natura 2000-område nr. 151 Ramsø Mose
Natura 2000-område nr. 151 Ramsø Mose  er et Natura 2000-område der består af Fuglebeskyttelsesområde nr. 104 og  har et areal på  216 hektar, hvoraf 12 ha ejes af naturstyrelsen og 2 ha af DSB. Området ligger syd for Roskilde mellem Gadstrup og Lejre Det ligger  i  Lejre,  og Roskilde Kommuner, i området.

## Områdebeskrivelse
Området er præget af moser, enge, søer og åer, der har et rigt fugleliv. Det har  en bredde på op til 500 m og en længde på 5 km, og ligger på begge sider af Langvad Å der er et tilløb til Kornerup Å der løber ud i Roskilde Fjord.
I den østlige halvdel af området ligger Gadstrup Mose, Brordrup Mose, Ramsømagle Sø og den genoprettede statsejede Ramsø Sø. Der er sti fra Gadstrup til midt på Ramsømagle Sø, hvor der er et fugletårn.
Området blev i 1994 udpeget som fuglebeskyttelsesområde  på grund af tilstedeværelsen af
sortterne, som dog  ikke er konstateret ynglende i  de senere år. Til gengæld er  der konstateret  ynglende rørdrum og rørhøg, samt nogle år ynglende
rødrygget tornskade i området (2010-2016). Endvidere yngler der fjordterne, lappedykkere og forskellige svømmeænder som skeand og krikand, og der  findes også bl.a. ynglende skrubtudse, spidssnudet frø og butsnudet frø.
Natura 2000-området ligger   indenfor 
i Vandområdedistrikt II Sjælland  i vandplanoplandene 2.2 Isefjord og Roskilde Fjord.

## Fredninger
Ramsødalen, i alt ca. 300 hektar, blev   fredet i 2004,  og store dele af området er §3-naturtyper der er beskyttet i henhold til 
naturbeskyttelsesloven.

## Eksterne kilder og henvisninger
1. ↑  Ramsø Mose Natura 2000-handleplan 2016–2021 2. planperiode Arkiveret 8. juli 2020 hos  Wayback Machine på lejre.dk
2. ↑  Vandplan – Hovedvandopland Isefjord og Roskilde Fjord Arkiveret 12. august 2018 hos  Wayback Machine på mst.dk
3. ↑  Om fredningen  på fredninger.dk

- Kort over området på miljoegis.mim.dk
- Naturplanen Arkiveret 8. juli 2020 hos  Wayback Machine
- Basisanalysen 2016-21 Arkiveret 12. juli 2020 hos  Wayback Machine